# Freizeitverkehr
Der Freizeitverkehr ist ein Fahrtzweck, der die Fahrten mit Verkehrsmitteln während der Freizeit betrifft.

## Allgemeines
Neben dem Freizeitverkehr gehören zu den Fahrtzwecken auch der Ausbildungsverkehr (Schulfahrt, Schülerverkehr), Berufsverkehr, Geschäfts- und Dienstreiseverkehr, Einkaufsverkehr und Urlaubsverkehr. Sie alle haben als Ausgangsort und/oder Zielort die Arbeitsstätte, Ausbildungsstätte, Einkaufsort, Schule, Urlaubsort, Wohnung oder einen sonstigen Ort.

## Bestandteile
Für eine Vielzahl von Fahrten gibt es keine Parallelität von Hin- und Rückfahrt, etwa bei „Dreiecksfahrten“ zwischen der Wohnung zur Arbeitsstätte, von dort zum Einkaufen und dann erst zurück zur Wohnung. Das gilt auch für den Freizeitverkehr. Ausgangsort des Freizeitverkehrs ist im Regelfall die Wohnung, doch kann auch die Freizeit unter anderem bereits am Arbeitsort angetreten werden, wenn beispielsweise der Arbeitnehmer vom Arbeitsort unmittelbar zur Sportstätte fährt. Dabei gehört allerdings dieser Abweg nicht zu den als Wegeunfall versicherten Arbeitswegen.  
Der Freizeitverkehr ist eine Restgröße, die alle Verkehre erfasst, die nicht zu den übrigen Verkehrsarten gehören. Deshalb zählen hierzu auch die Fahrten von Wochenendpendlern; ein Kurzurlaub von weniger als fünf Tagen ist kein Urlaubsverkehr, sondern Freizeitverkehr. 

## Wirtschaftliche Aspekte
Der Urlaubs- und Freizeitverkehr ist ein wichtiger Bestandteil des Individualverkehrs und weist den höchsten Anteil am Personenverkehrsaufwand (gemessen in Personenkilometern) auf:
| Personenverkehrsaufwand nach Fahrzweck (in Milliarden Personenkilometern) | 2003   | 2017   |
| ------------------------------------------------------------------------- | ------ | ------ |
| Urlaubs- und Freizeitverkehr                                              | 43,6 % | 38,9 % |
| Berufs- und Ausbildungsverkehr                                            | 20,4 % | 20,5 % |
| Einkaufsverkehr                                                           | 17,2 % | 15,8 % |
| Geschäfts- und Dienstreiseverkehr                                         | 12,5 % | 20,2 % |
| Begleitfahrten                                                            | 5,2 %  | 4,6 %  |

Der Urlaubs- und Freizeitverkehr hat zwischen 2003 und 2017 zwar deutlich abgenommen, doch bleibt er weiterhin der wichtigste Fahrtzweck. Geschäfts- und Dienstreisen haben korrespondierend signifikant zugenommen.

## Verkehrsplanung
Die verschiedenen Fahrtzwecke sind Erkenntnisobjekt der Verkehrsplanung, weil je nach Fahrtzweck die Bereitschaft, beispielsweise längere Warteschlangen (Verkehrsstaus) oder Umleitungen zu akzeptieren, unterschiedlich hoch ist und durch die Verkehrsplanung berücksichtigt werden muss.